# Mount Elsay
Mount Elsay är ett berg i Kanada.   Det ligger i provinsen British Columbia, i den sydvästra delen av landet, 3 500 km väster om huvudstaden Ottawa. Toppen på Mount Elsay är 1 419 meter över havet.
Terrängen runt Mount Elsay är bergig åt nordost, men åt sydväst är den kuperad. Runt Mount Elsay är det mycket glesbefolkat, med 3 invånare per kvadratkilometer.. Närmaste större samhälle är Anmore, 11,0 km sydost om Mount Elsay. 
I omgivningarna runt Mount Elsay växer i huvudsak barrskog.